# Mintonia
Mintonia Wanless, 1984 è un genere di ragni appartenente alla famiglia Salticidae.

## Distribuzione
Le dieci specie oggi note di questo genere sono state rinvenute prevalentemente in Indonesia (circa 6 specie sono endemiche del Borneo); solo tre specie sono presenti in Indocina (M. ignota in Thailandia, M. protuberans a Singapore e M. silvicola in Malaysia).

## Tassonomia
A giugno 2011, si compone di 10 specie:
- Mintonia breviramis Wanless, 1984 — Borneo
- Mintonia caliginosa Wanless, 1987 — Borneo
- Mintonia ignota Logunov & Azarkina, 2008 — Thailandia
- Mintonia mackiei Wanless, 1984 — Borneo
- Mintonia melinauensis Wanless, 1984 — Borneo
- Mintonia nubilis Wanless, 1984 — Borneo
- Mintonia protuberans Wanless, 1984 — Singapore
- Mintonia ramipalpis (Thorell, 1890) — Giava, Sumatra, Borneo
- Mintonia silvicola Wanless, 1987 — Malesia
- Mintonia tauricornis Wanless, 1984[2] — Borneo

### Specie trasferite
- Mintonia bani Ikeda, 1995; gli esemplari, reperiti in Giappone sono stati trasferiti al genere Spartaeus con la denominazione Spartaeus bani (Ikeda, 1995) a seguito di un lavoro degli aracnologi Ono, Ikeda & Kono del 2009[1].